# George Valdemar de Danemark
Ne doit pas être confondu avec Valdemar de Danemark.
George Valdemar Carl Axel de Danemark (16 avril 1920 au palais de Bernstorff - 29 septembre 1986 à Copenhague) est un prince danois.

## Jeunesse
Arrière-petit-fils du défunt roi Christian IX de Danemark (1818-1906), surnommé le « beau-père de l’Europe », le prince George de Danemark voit le jour le 16 avril 1920 dans la demeure de ses parents, la villa de Bernstorffshøj, située près du palais de Bernstorff, résidence principale de son grand-père le prince Valdemar de Danemark située à 10 kilomètres au nord de Copenhague sur l'île de Seeland au Danemark. Le prince George est le fils aîné du prince Axel de Danemark (lui-même fils du prince Valdemar de Danemark) et de la princesse Marguerite de Suède. À la suite de la loi de succession danoise de 1953, qui restreint le trône aux descendants de Christian X et de son épouse, Alexandrine de Mecklembourg-Schwerin, par des mariages approuvés, il perd sa place dans la lignée de succession.

## Mariage
Le 16 septembre 1950, au château de Glamis, il épouse Anne Bowes-Lyon, vicomtesse Anson, la femme divorcée de Thomas, vicomte Anson et la fille de John Bowes-Lyon et l'honorable Fenella Hepburn-Stuart-Forbes-Trefusis. Sa femme est une cousine germaine d'Élisabeth II. Le prince George lui-même est le cousin issu germain d'Édouard VIII et de George VI. Il est attaché de défense à Londres et attaché militaire, naval et aérien à Paris.